# 重石ドル事件
重石ドル事件（じゅうせきドルじけん）は、第一共和国時代の韓国における不正蓄財事件。韓国で産出されていた重石（タングステン）を輸出して得た外貨（ドル）で購入した肥料や小麦粉を政府が払い下げ、購入した商社が買値の10倍近い価格で農民に売りつけ、不当に利益を得たものである。

## 概要
1952年当時、貧弱であった韓国経済にとって、国内で産出される重石の輸出は貴重な外貨収入源となっていた。政府は重石の輸出で購入した肥料と小麦粉を美進商社（社長：李年宰）や南鮮貿易（金元圭）、栄東企業（崔点錫）、新韓産業（姜漢郁）などの特定業者14商社に払い下げた。そして払い下げを受けた商社は一袋あたり購入価格の5倍から10倍の高い価格で農民や消費者に売りつけ、500億ウォンもの利益を得た。その一方で政府は払い下げる際に、表向きには6千ウォン対1ドルの比率で売却したとしながら、実際には闇レートの1万ウォン対1ドルの比率で交換し、240億ウォンないし360億ウォンの不正な利益を得て1952年大韓民国大統領選挙における政治資金として使われた。
この事件は国会で取り上げられ、野党側による厳しい追及を受けたが、農林長官の咸仁燮が引責辞任したのみで、咸農林長官よりも事件に深く関与していたと言われる白斗鎮財務長官の責任は問われなかった。利益を得た商社でも関係者がいったん起訴されたものの彼らに対する裁判もうやむやになった。

## 参考資料
- 尹景徹『分断後の韓国政治 1945～1986』木鐸社